# Škoda Octavia (1959)
O Škoda Octavia é um modelo familiar que foi produzido na Checoslováquia durante os anos de 1959 - 1971, pela fabricante AZNP em sua fábrica localizada na cidade de Mladá Boleslav. O modelo foi introduzido em janeiro de 1959, tendo ele o nome Octavia por ter sido o oitavo carro produzido pela Škoda desde sua nacionalização.
O modelo Sedan foi produzido até o ano de 1964, quando foi substituído pelo Škoda 1000 MB. Um modelo carrinha foi introduzido em 1961, sendo produzido até o ano de 1971. O Octavia foi um sucessor do Škoda 440/445
A versão sedan de 1,270 kg foi vendida com motores de 1089 cc, que produziam 40 bhp, mais tarde 50 bhp; além de uma outra versão com motores de 1221 cc, que produziam 45-55 bhp. Os automóveis da versão carrinha, que pesava 1,365 kg, vinham todos equipadas com motores 1,2 litro. A velocidade máxima, de ambas as versões, é de 110-115 km/h.
Em 1996, um novo modelo, fabricado pela Skoda, carregava seu nome. 